# Kharino (raion de Gaini)
Kharino (en rus: Харино) és un poble del krai de Perm, a Rússia, que forma part del raion de Gaini. El 2010 tenia 823 habitants.